# Magyar utca (Budapest)
A Magyar utca Budapest V. kerületében található, a Kossuth Lajos utcát köti össze a Kecskeméti utcával, a Károlyi-kertet határoló utcák egyike. Teljes hosszában párhuzamosan húzódik az egykori pesti városfal itteni nyomvonalával és annak maradványaival (melyek több lakóháza udvarán, illetve tűzfala mentén még ma is fellelhetők), illetve a városfal túloldalán kialakult Múzeum körúttal.

## Nevének eredete
Mai vonala a 18. század közepén alakult ki. Két nevet viselt, a mai Kossuth Lajos utca és Ferenczy István utca közötti szakasza Szabó rondella utca volt, innen a Kecskeméti utcáig A kecskeméti kapu felé néven szerepelt. Az 1803-as címjegyzékben már a mai nevén olvasható.

## Jelentősebb épületei
A középkori pesti városfal maradványai megtalálhatóak a 20., 24., 36., 38., és 52. számú házak udvarán a Múzeum körúthoz csatlakozó telekhatáron.
8–10. szám: Unger-ház, átjáróház, a Reáltanoda utca egyfajta meghosszabbításaként, a Múzeum körút felé (több korábbi, itteni átjáróház közül az egyetlen, amely még a 2020-as évtizedre is átjárható maradt)
11. szám: Stumm-ház. Kora eklektikus stílusú kétemeletes lakóház. Eredetileg egyemeletesre építette Brein Ignác Stumm M. részére 1833-ban. Kétemeletesre Hild Károly bővítette Gohl Antal számára 1858-ban, romantikus stílusban.
18. szám: kétemeletes kora eklektikus ház, második emeletén szélesen futó nyílt erkéllyel. Földszintjén eredeti eklektikus üzletajtó és ablakkeretek láthatóak. Gottgeb Antal építette 1872-ben. Bejárata a Ferenczy utca felől van.
25. szám:  emeletes, romantikus stílusú kicsi, keskeny ház, falpillérekkel tagolt hevederes kapualjjal, lapos csehsüvegboltozattal. Félköríves lépcsőháza van, kőbábos korláttal, hosszan benyúló udvari szárnnyal. Régebbi alapokon épült, Wagner János alakította át 1847-ben.
28. szám: Kétemeletes lakóház, eredetileg klasszicista stílusú. 1830 körül Gottgeb Antal építette át, illetve 1868-ban egy újabb emeletet húzott rá Heben Jakab számára. Ebben az épületben volt a Lamacs-vendéglő, ahol Vörösmarty Mihály vezetésével összejött a Nemzeti Kör, mely kiadta Petőfi Versek című füzetét. Gyakran ebédelt itt Petőfi Sándor. A házat 1970 körül átalakították. A Múzeum körút 21. számú házzal közös udvarán a pesti városfal egy befalazott szakasza látható. Sokáig átjáróház volt a Múzeum körút felé, a Henszlmann Imre utca és a Bródy Sándor utca egyfajta összekötéseként, de az átjárhatóságot körülbelül az ezredforduló tájékán megszüntették.
30. szám: kétemeletes kora eklektikus lakóház 1872-ből. Tűzfalába valószínűleg befalazták a pesti városfal egy szakaszát.
31–33. szám: A Kecskeméti utca 10. szám alatti egykori Csekonics-palota hátsó, kétemeletes klasszicista stílusú szárnyépülete. Pollack Ágost építette 1838-ban, egybeépítve a 33. szám alatti, Meinig Artúr által tervezett eklektikus épületszárnnyal.
32. szám: Kora eklektikus stílusú, kétemeletes lakóház, 1871-ben épült. Akárcsak a 30. szám esetében, tűzfalába valószínűleg befalazták a pesti városfal egy szakaszát.
34. szám: kora eklektikus lakóház, ma Jászai Mari Művészotthon, 1878-ban épült. Tűzfalába valószínűleg befalazták a pesti városfal egy szakaszát.
42. szám: romantikus, kora eklektikus stílusú háromemeletes lakóház, romantikus lépcsőházzal, udvarán klasszicista rácsokkal. Hild Károly építette kétemeletesre 1864-ben Neugebauer József részére. Hátsó tűzfalába beépítették a pesti városfal egy lőréses, pártázatos szakaszát.

## Érdekességek
- Az utca több részlete megjelenik a Megdönteni Hajnal Tímeát című magyar filmvígjáték néhány jelenetében.